# Јуриј Цолакович Оганесјан
Јуриј Цолакович Оганесјан (јерм. Յուրի Ցոլակի Հովհաննիսյան; Ростов на Дону, 14. април 1933) совјетски и руски је научник, специјалиста у области експерименталне нуклеарне физике, академик Руске академије наука (2003), научни директор Лабораторије за нуклеарне реакције. Г. Н. Флерова у Заједничком институту за нуклеарна истраживања у Дубни, шеф Катедре за нуклеарну физику Универзитета „Дубна“.
У част Оганесијана,118. хемијски елемент оганесон назван је по њему.

## Биографија
Јуриј Цолакович Органесјан рођен је 14. априла 1933. у Ростову на Дону, у јерменској породици. Дјетињство и школске године провео је у Јеревану, гдје се његова породица преселила 1939. године због прихватања радног позива његовог оца Јурија Оганесијана.
Године 1956. дипломирао је на Московском институту за инжењерску физику. Током 1970. Оганесјану је додјељено звање доктора физичко-математичких наука, тема његове докторске дисертације одбрањене на Заједничком институту за нуклеарна истраживања била је :Фисија побуђених језгра и могућност синтезе нових изотопа.
Дописни је члан Академије наука СССР од 1990. године - Одјељење за нуклеарну физику (нуклеарна физика)
Академик Руске академије наука од 2003. – Одељење физичких наука Руске академије наука.
Предсједник Научног савјета Руске академије наука за примјењену нуклеарну физику.
Члан је уређивачког одбора и уређивачких одбора часописа Физика елементарних честица и атомског језгра, Europhysics News и Нуклеарна физика. Дуги низ година био је члан уређивачког одбора «J. Phys. G», «Nuclear Physics News International».

## Почасне титуле
1. Професор на Универзитету у Паризу.
2. професор на Универзитету Конан (Кобе, Јапан).
3. Страни члан Српске академије наука и умЈетности-САНУ (1995),
4. Страни члан Националне академије наука Јерменије.
5. Почасни доктор Универзитета у Франкфурту Гете (Њемачка, 2002),
6. Почасни доктор Универзитета у Месини (Италија, 2002).
7. Почасни доктор Руског хемијско-технолошког универзитета (2019). Церемонија додјеле награда одржана је 20. децембра у Великој скупштинској сали комплекса Миуского у оквиру свечаног састанка посвећеног завршетку Међународне године периодног система.[6]
8. Почасни доктор Националног истраживачког центра "Курчатов институт" (2021)
9. Декретом премијера Јерменије Никола Пашињана,2018. године, Јуриј Ховханисјан је добио јерменско држављанство[7]

## Научни рад
Јуриј Цолакович Органесјан је започео своју научну активност у Институту за атомску енергију. Као најближи ученик академика Г. Н. Флерова, дао је велики самостални допринос развоју овог правца како у реализацији оригиналних физичких идеја тако и у развоју експерименталне базе акцелератора. Од 1958. године научна активност Ју. Т. Оганесијана повезана је са Лабораторијом за нуклеарне реакције (сада названа по Г. Н. Флерову) Заједничког института за нуклеарна истраживања у Дубни.
Јуриј Цолакович Органесјан је спровео фундаменталне студије механизма интеракције сложених језгара. Открио је и проучавао утицај нуклеарне структуре на колективно кретање језгара у процесима фузије и фисије, аутор је открића нове класе нуклеарних реакција – хладне фузије масивних језгра (1974), широко коришћених до данас у разним лабораторијама широм света за синтезу нових елемената до З = 113.
Оганесјан је одговоран за фундаментални рад на синтези нових елемената помоћу снопа тешких јона. Шездесетих и седамдесетих година прошлог вијека он и његови сарадници су први спровели експерименте на синтези елемената са З = 104–108. За проучавање екстремно тешких језгра, Оганесјан је изабрао реакције фузије неутронима обогаћених изотопа актинида са убрзаним јонима калцијума-48. У периоду 1999—2010 у овим реакцијама први пут су синтетизовани атоми са једнаким З: 113 (2004),114 (1998), 115 (2004), 116 (2000), 117 (2010), 118 (2002), чија својства распадања, наиме, значајно повећање животног вијека (полураспада) доказују постојање "острва". стабилности“ у области супертешких елемената са З = 114 и Н = 184. Истовремено, тимови научника из највећих лабораторија САД, Њемачке, Јапана и Француске учествовали су у трци да открију нове супертешке елементе и експериментално докажу постојање „острва стабилности“.
Коаутор је открића тешких елемената периодног система ДИ Мендељејева: 104. елемент - радерфордијум, 105. елемент - дубнијум, 106. елемент - себоргијум, 107. елемент - боријум, чије су синтезе препознате као научна открића и наведена у Државном регистру открића СССР-а. За елемент са атомским бројем 118, сараднички тимови научника Заједничког института за нуклеарна истраживања у Дубни (Русија) и Националне лабораторије Лоренс Ливермор (САД), који су учествовали у његовој припреми, предложили су назив оганесон и симбол Ог. ], које је Међународна унија за теоријску и примјењену хемију одобрила 28. новембра 2016. године.
Постао је други научник (после Г. Сиборга), за чијег живота је хемијски елемент добио име по њему.

## Дела
Аутор је више од 250 научних радова, 3 монографије и више од 10 рецензија.
- Синтеза новог елемента са атомским бројем З = 117. (Physical Review Letters, v.104, p. 142502 (2010)).
- Најтежа језгра из реакција изазваних 48Ца. (J. of Physics G, v.34, p.R165 (2007)).
- Синтеза и својства распада супертешких елемената.(J. International Union of Pure and Applied Chemistry, v.78, p. 889 (2006))
- Синтеза изотопа елемената 118 и 116 у 249Цф и 245Цм(Physical Review C, v.74, p. 044602, (2006)).
- Реакције фузије тешких језгра: кратак резиме и перспективе.(Ядерная физика. Т.69, No.6. с. 961 (2006)).
- Синтеза елемената 115 и 113 у реакцији 243Ам + 48Ца.(Physical Review C, v.72, p. 034611 (2005)).
- Одређивање величине тешкаша.(NATURE, v. 413, p. 122 (2001)).

## Награде
- Орден Црвене заставе рада.
- Орден знака части.
- Орден пријатељства народа (23. априла 1993) - за велики лични допринос развоју домаће науке и јачању међународне сарадње у области нуклеарне физике[10]
- Орден заслуга за отаџбину II степена (24. 10. 2017).[11]
- Орден заслуга за отаџбину III степена (20. новембар 2003) – за изузетан допринос развоју нуклеарне физике, усавршавање научних кадрова и дугогодишњи савестан рад.[12]
- Орден „За заслуге пред отаџбином“ ИВ степена (3. августа 1999)[13]
- Орден части (28.01.2009) – за радна достигнућа и дугогодишњи плодоносан рад.[14]
- Орден Светог Месропа Маштоца (Јерменија, 20. септембар 2019) – за значајан допринос развоју науке и изузетна достигнућа.[15]
- Орден части (Јерменија, 17. септембар 2016) – за изузетна достигнућа у области нуклеарне физике[тражи се извор].
- Државна награда Руске Федерације у области науке и технологије 2010. (9. јуна 2011) - за откриће нове области стабилности за супертешке елементе.[16]
- Државна награда Руске Федерације у области науке и технологије 2010. (9. јуна 2011) - за откриће нове области стабилности за супертешке елементе.
- Државна награда Совјетског Савеза (1975) - за серију радова о синтези и проучавању својстава атомских језгара и граница нуклеарне стабилности.
- Награда Лењинског комсомола (1967)
- Златна медаља И. В. Курчатова (1989) - за серију радова о синтези и проучавању стабилности најтежих елемената у интензивним сноповима јона.
- Награда Г. Н. Флерова (ЈИНР, 1993).
- Награда А. вон Хумболд (Немачка, 1995).
- Меморијално предавање Манне Сигбан (1999).
- Л. Меитнер награда (Европско физичко друштво, 2000).
- Златна медаља Националне академије наука Јерменије (2008).
- Златна медаља Лев Николаев (2017) - за значајан допринос образовању, популаризацији достигнућа науке и културе.
- Велика златна медаља названа по М.В.Ломоносову (2018)[17] – за фундаментална истраживања у области интеракције сложених језгара и експерименталну потврду хипотезе о постојању „острва стабилности“ супертешких елемената.
- У част Иу.Ц.Оганесјана, 118. елемент периодног система је назван[9].
- Почасна диплома Владе Русије (2021) - за велики допринос развоју науке и образовања, обуци квалификованих стручњака [18].
- Међународна награда УНЕСКО-Русија, Д.И. Мендељејева за достигнућа у фундаменталним наукама (2021)[19]